# 伊尔莎·盖斯勒
伊尔莎·盖斯勒（德語：Ilse Geisler，1941年1月10日—），生于舍普斯塔尔，德国女子雪橇运动员。她曾代表德国联队参加1964年冬季奥林匹克运动会雪橇比赛，获得女子单人银牌。